# Kućišta Cesarička
Kućišta Cesarička falu Horvátországban, Lika-Zengg megyében. Közigazgatásilag Karlobaghoz tartozik.

## Fekvése
Zenggtől légvonalban 51 km-re, közúton 78 km-re délkeletre, Karlobagtól légvonalban 3 km-re, közúton 14 km-re északkeletre a Velebit-hegységben fekszik.

## Története
Neve házhelyet jelöl. A 19. században a települést még nagy erdőségek övezték, mely az itteniek fő bevételi forrását adta. A fát a közeli tengerpartra, majd hajókon nagy mennyiségben szállították a városokba főként a házak fűtéséhez. A fa azonban miután már mindent kivágtak a múlt század közepén elfogyott és ez a település hanyatlásához vezetett. 1857-ben 85, 1910-ben 129 lakosa volt. A trianoni békeszerződésig Lika-Korbava vármegye Gospići járásához tartozott. Ezt követően előbb a Szerb-Horvát-Szlovén Királyság, majd Jugoszlávia része lett. A fiatalok a kenyérkereset miatt nagyobb településekre, főként Karlobagra költöztek, az idősek pedig lassan kihaltak. A településnek 2011-ben mindössze 12 lakosa volt.

## Lakosság
| Lakosság változása | Lakosság változása | Lakosság változása | Lakosság változása | Lakosság változása | Lakosság változása | Lakosság változása | Lakosság változása | Lakosság változása | Lakosság változása | Lakosság változása | Lakosság változása | Lakosság változása | Lakosság változása | Lakosság változása | Lakosság változása |
| ------------------ | ------------------ | ------------------ | ------------------ | ------------------ | ------------------ | ------------------ | ------------------ | ------------------ | ------------------ | ------------------ | ------------------ | ------------------ | ------------------ | ------------------ | ------------------ |
| 1857               | 1869               | 1880               | 1890               | 1900               | 1910               | 1921               | 1931               | 1948               | 1953               | 1961               | 1971               | 1981               | 1991               | 2001               | 2011               |
| 85                 | 534                | 383                | 143                | 89                 | 129                | 53                 | 121                | 101                | 56                 | 54                 | 39                 | 29                 | 22                 | 12                 | 12                 |